# الغواصة الألمانية يو-36 (أس186)
يو-36 (أس186) غواصة تايب 212إيه تابعة للبحرية الألمانية. إنها سادس غواصة من هذه الفئة تدخل الخدمة.
وضعت في أغسطس 2008 من قِبل أتش دي دبليو، كيل، التي تم إطلاقها في فبراير 2013 وتم تشغيلها في 10 أكتوبر 2016.  هي تحت رعاية بلدة بلاوين، في ولاية سكسونيا. أقيم حفل التكليف في إكرنفورده بحضور نائب مفتش البحرية وقائد الأسطول، نائب الأدميرال راينر برينكمان، وزير الداخلية والشؤون الفيدرالية في ولاية شليسفيغ هولشتاين، ستيفان ستودت، ورئيس مستشارية ولاية شليسفيغ هولشتاين، توماس لوسي مولر، وقائد Einsatzflottille 1 يناير كريستيان كاك. قادها كورفيتنكابيتان كريستوف Ploß.